# سایتو توشی‌شیگه
سایتو توشی‌شیگه (به ژاپنی: 斎藤利茂)، سامورایی اهل ژاپن بود. وی در سال ۱۵۲۱ بجای سایتو توشیناگا شوگودای (معاون فرماندار) ولایت مینو شد. در سال ۱۵۲۵ بین توکی یوری‌آکی، پسر دوم توکی ماسافوسا فرماندار ولایت مینو با برادر بزرگترش توکی یوریتاکه جهت عهده گرفتن فرمانداری ولایت مینو درگیری و جنگ رخ داد. دو ملازم خاندان توکی، ناگای ناگاهیرو و پدر سایتو دوسان، ناگای شین زائمون نو جو به نفع توکی یوری‌آکی شورش کردند و محل سکونت فرماندار ولایت مینو را تصرف کردند. علاوه بر این به محل سکونت سایتو توشی‌شیگه در قلعه اینابایاما نیز یورش برده و آنجا را نیز گرفتند. در سال ۱۵۳۰ توکی یوریتاکه به سمت ولایت اچیزن گریخت و عملاً خاندان ناگای قدرت را در ولایت مینو در دست خود گرفت.
از این پس جنگ مابین خاندان ناگای که در آن زمان سایتو دوسان توانسته بود رهبری آن را در دست بگیرد و توکی یوری‌آکی ادامه پیدا کرد. هنگامیکه در سال ۱۵۳۶ توکی یوری‌آکی فرماندار ولایت مینو شد، سایتو توشی‌شیگه حمایت پسرِ توکی یوریتاکه، توکی یوریزومی را رها کرده و با میانجیگری روکاکو سادایوری مواضع خود را تغییر داده و به طرفداری از توکی یوری‌آکی درآمد. به این ترتیب دوباره توانست به مقام شوگودای (معاون فرماندار) برگردد. اما در سال ۱۵۴۲ هنگامیکه سایتو دوسان توکی یوری‌آکی را از کار برکنار کرد وی نیز مقام خود را از دست داد.